# 伏虞郡
伏虞郡，中国古代的郡。
南朝梁大同元年（535年）置，治所在宣汉县（今四川省仪陇县东）。辖境约当今四川省仪陇县及达县部分地区。隋朝开皇初年废。